# Брюс Лай
Брюс Лай ((кит. трад. 黎小龍, упр. 黎小龙, пиньинь Lí Xiǎolóng), настоящее имя — Хэ Цзундао (кит. трад. 何宗道, пиньинь Hé Zōngdào); род. 5 июня 1950, Китайская Республика) — тайваньский киноактёр, мастер боевых искусств и подражатель Брюса Ли, снимавшийся в фильмах с боевыми искусствами жанра «брюсплойтейшн».

## Биография и кинокарьера
Хэ Цзундао, являясь учеником средней школы, изучал различные виды боевых искусств, такие как дзюдо, карате, кунг-фу, бокс и таэквондо. Будущий «клон» Брюса Ли в годы обучения в колледже занимался гимнастикой, также обучался актёрскому мастерству.
Актёр исполнил роль в первом фильме Bruceploitation под названием «Брюс Ли: История дракона» (1974), фильме-биографии Брюса Ли, и в других попытках подражания, включая «Кулак ярости 2» (1976), «Брюс Ли против суперменов» (1975) — в котором Хэ играет Като, персонажа из американского телесериала «Зелёный Шершень», прославившим когда-то Брюса Ли — «Секрет Брюса Ли», биографическом кинофильме о мастере боевых искусств в Сан-Франциско, и многих других.
Гонконгская киностудия Golden Harvest предложила тайваньскому актёру исполнить роль Брюса Ли в «Игре смерти», который был полностью закончен только после смерти Ли. Хэ Цзундао ответил отказом, поскольку помимо него в кинокартине были заняты другие актёры-дублёры для исполнения роли Билли Ло, а Хэ хотел единолично исполнить предложенную роль.
Актёр оборудовал свой дом в Тайбэе тренажёрами, чтобы достичь более высокого уровня мастерства в боевых искусствах, и рассматривал переход к режиссуре, когда его карьера подражателя Брюса Ли пошла на спад. Карьера актёра продолжалась и в 1980-х годах, и он действительно срежиссировал два кинофильма, «Кулаки Брюса Ли» (1977) и «Китайский коротышка» (1982).
За всю свою карьеру в кино Хэ Цзундао выступал под тремя именами: под своим собственным именем, как Брюс Лай и как Ли Сяолун (тайваньская транслитерация экранного имени Брюса Ли Сиу Лун, что в переводе означает «Маленький Дракон»).

## Фильмография
За свою карьеру Брюс Лай снялся в почти четырёх десятках фильмов и два из них срежиссировал.
| Год  | Китайское название | Английское название                         | Русское название                             | Роль на экране; роль за кадром |
| ---- | ------------------ | ------------------------------------------- | -------------------------------------------- | ------------------------------ |
| 1972 | 惡報               | The Death Duel                              | Возмездие                                    | (массовка)                     |
| 1972 | 鐵三角             | Triangular Duel                             | Железный треугольник»                        |                                |
| 1972 | 翻山虎             | Duel in the Tiger Den                       |                                              | японский босс                  |
| 1972 | 壁虎游龍           | Gecko Kung Fu                               | Геккон — летящий дракон                      |                                |
| 1973 | 中國鐵人           | Iron Man                                    | Китайский железный человек                   |                                |
| 1973 | 大車伕             | Rikisha Kuri                                | Сильный рикша                                |                                |
| 1974 | 廣東好漢           | Hero of Kwangtong                           | Герой Гуандуна                               | Чжун, член семьи Лу            |
| 1974 | 詭計               | Conspiracy                                  | Заговор                                      | Ши Юйлун                       |
| 1974 | 一代猛龍           | Super Dragon                                | Брюс Ли: История дракона                     | Брюс Ли                        |
| 1975 | 金色太陽           | Golden Sun                                  | Золотое Солнце                               | Го Дун                         |
| 1975 | 新死亡遊戲         | The New Game of Death                       | Новая игра смерти                            | дублёр Брюса Ли / Ли Ханьсюн   |
| 1975 | 猛龍征東           | Bruce Lee Against Supermen                  | Брюс Ли против суперменов                    | Като                           |
| 1976 | 中原鏢局           | The Ming Patriots                           | Патриоты династии Мин                        | Ли Тяньлун                     |
| 1976 | 天皇巨星           | Bruce Lee — The Star of All Stars           | Уходит дракон, появляется тигр               | Тан Лун                        |
| 1976 | 精武門續集         | Fist of Fury Part II                        | Кулак ярости 2                               | Чэнь Шань                      |
| 1976 | 詠春與截拳         | Bruce Lee's Secret                          | Секрет Брюса Ли                              | Брюс Ли                        |
| 1976 | 詠春大兄           | He's a Legend, He's a Hero                  | Он легенда, он герой                         | Брюс Ли                        |
| 1976 | 唐山截拳道         | Chinese Chieh Chuan Kung Fu                 | Таншаньский джиткундо                        | Брюс Ли                        |
| 1976 | 李小龍傳奇         | Bruce Lee — True Story                      | Брюс Ли — человек-легенда. История его жизни | Брюс Ли                        |
| 1977 | 被迫               | Last Strike                                 | Последний удар                               | Вон Вайлун                     |
| 1977 | 伏擊               | Fists of Bruce Lee                          | Кулаки Брюса Ли                              | Ли Минцзюнь; режиссёр фильма   |
| 1977 | 大圈套             | Return of the Tiger                         | Возвращение тигра                            |                                |
| 1978 | 威震天南           | Bruce Lee The Invincible                    | Непобедимый Брюс Ли                          | Бай Юйфэн                      |
| 1978 | 撈家撈女撈上撈     | Edge of Fury                                | Предел ярости                                | Фон Ваймин                     |
| 1978 | 不擇手段           | Dynamo                                      | Динамо                                       | Ли Тяньи                       |
| 1978 | 蛇珠               | Bruce Lee in New Guinea                     | Брюс Ли в Новой Гвинее                       | Цзян Ваньли                    |
| 1978 | 猛男大賊胭脂虎     | Storming Attacks                            | Образ Брюса Ли                               | Вон Лён                        |
| 1978 | 大英雄             | The Great Hero                              | Великие герои                                |                                |
| 1979 | 大教頭與騷娘子     | Bruce and the Iron Finger                   | Брюс и Железный палец                        | Чань Лик                       |
| 1979 | 打出頭             | The Lama Avenger                            | Лама-мститель                                | Хун Тхиньтак                   |
| 1979 | 截拳奪命斬         | Deadly Strike                               | Смертельный удар                             |                                |
| 1979 | 截拳鷹爪功         | Jeet Kune the Claws and the Supreme Kung Fu | Кулак ярости 3                               | Чань Синь                      |
| 1979 | 闖禍               | The Gold Connection                         | Удар дракона                                 | Куан Вэй                       |
| 1979 | 盲拳鬼手           | Blind Fist of Bruce                         | Слепые кулаки Брюса                          | Ип Тхиньлун                    |
| 1982 | 龍的影子           | Counter Attack                              | Китайский коротышка                          | Тан Вэй; режиссёр фильма       |
| 1982 | 神探光頭妹         | Dragon Force                                | Отряд дракона                                | Тай Лун                        |
| 1983 | 粉紅色陷阱         | Pink Trap                                   | Розовая ловушка                              |                                |

## Комментарии
1. ↑  Указаны только те, что были даны в домашнем (тайваньском или гонконгском) кинопрокате.
2. ↑  Прямым шрифтом отмечены официальные или профессиональные переводы, наклонным — буквальные с китайского.